# Burzum (musikalbum)
Burzum är Burzums debutalbum. Det släpptes 1992 av Deathlike Silence Productions och återutgavs 1995 av Misanthropy Records med Aske som bonus och återutgavs igen 2006 av Back on Black Records.
Euronymous spelar ett solo på låten "War".

## Låtförteckning
All musik och text av Varg Vikernes utom "Ea, Lord of the Depths", vars text kommer från Necronomicon.
| 1. | Feeble Screams from Forests Unknown           | 7:28 |
| 2. | Ea, Lord of the Depths                        | 4:52 |
| 3. | Black Spell of Destruction                    | 5:39 |
| 4. | Channelling the Power of Souls into a New God | 3:27 |

| 5.           | War                         | 2:30  |
| 6.           | The Crying Orc              | 0:58  |
| 7.           | A Lost Forgotten Sad Spirit | 9:11  |
| 8.           | My Journey to the Stars     | 8:10  |
| 9.           | Dungeons of Darkness        | 4:50  |
| Total längd: | Total längd:                | 46:07 |